# Chriz Wagner
Chriz Wagner (* 16. Dezember 1972 in Dachau; eigentlich Christian Michael Wagner) ist ein deutscher Mystery- und Fantasy-Autor.

## Leben
Seine Jugendzeit verbrachte Wagner überwiegend im eigenen Tonstudio und produzierte Eigenkompositionen. 2009 nahm ihn der acabus Verlag unter Vertrag mit dem Auftrag, den Roman Social Network. Die Bibliothek des Schicksals zu verfassen, von dem bis dahin nicht mehr als eine simple Leseprobe und ein Exposé existierten.
Wagner lebt mit seiner Ehefrau und zwei Töchtern in einem Vorort von München. Hauptberuflich arbeitet er als Softwareentwickler. Er hat in den Anfängen an der Plattform Neobooks von Droemer Knaur mitgearbeitet. Anfang 2019 veröffentlichte Wagner eine Online-Plattform zur Geschichtenentwicklung namens StoryIt.

## Werke

### Einzelromane
- Unter dem Regenbogen. AAVAA Verlag UG 2011, ISBN 978-3-86254-866-8.
- Social Network. Die Bibliothek des Schicksals. acabus Verlag 2011, ISBN 978-3-86282-015-3.

### Die Ewigen
Die Reihe handelt von den beiden Unsterblichen Thyri und Simon und ihren phantastischen Erlebnissen an unterschiedlichen Orten und Zeiten der Weltgeschichte. Wagner hat die Erzählungen so geschrieben, als wären sie von den Protagonisten selbst verfasst worden.
- Die Ewigen – Die Gärten von Rom. E-Book. acabus Verlag 2017, ISBN 978-3-86282-492-2.
- Die Ewigen – Der Bruderpakt. E-Book. acabus Verlag 2017, ISBN 978-3-86282-493-9.
- Die Ewigen – Die Zeichen der Schuld. E-Book. acabus Verlag 2017, ISBN 978-3-86282-494-6.
- Die Ewigen 1-3. E-Book. Endeavour Press Germany 2015.
- Die Ewigen – Von sterbenden Engeln. E-Book. acabus Verlag 2017, ISBN 978-3-86282-495-3.
- Die Ewigen – Das Gedächtnis der Welt. E-Book. acabus Verlag 2017, ISBN 978-3-86282-496-0.
- DIE EWIGEN. Erinnerungen an die Unsterblichkeit (Sammelband der Folgen 1-5). Taschenbuch. acabus Verlag 2017, ISBN 978-3-86282-459-5.
- Die Ewigen – Die Mönche vom heiligen Berg. E-Book. acabus Verlag 2017, ISBN 978-3-86282-546-2.
- Die Ewigen – Stimmen aus der Zukunft. E-Book. acabus Verlag 2017, ISBN 978-3-86282-556-1.
- Die Ewigen – Vom Schicksal der Zeit. E-Book. acabus Verlag 2018, ISBN 978-3-86282-590-5.
- Die Ewigen – Spiegelwelten. E-Book. acabus Verlag 2018, ISBN 978-3-86282-592-9.
- Die Ewigen – Gilgamesch und die Seherin. E-Book. acabus Verlag 2018, ISBN 978-3-86282-692-6.
- DIE EWIGEN. Erinnerungen an die Unsterblichkeit (Sammelband der Folgen 6-10). Taschenbuch. acabus Verlag 2018, ISBN 978-3-86282-622-3.

Eine Nebengeschichte zur Serie DIE EWIGEN ist unter dem Titel 10 Stationen – mit ihm auf dem Kreuzweg in der folgenden Anthologie erschienen:
- 10 Jahre acabus Verlag. Die große acabus Jubiläums-Anthologie: Kurzgeschichten – Lies bunter! Taschenbuch. acabus Verlag 2018, ISBN 978-3-86282-626-1.

Die ersten fünf Folgen der Serie erschienen in den Jahren 2015 und 2016 beim Verlag Endeavour Press. 2017 wechselten die Lizenzen zum acabus Verlag.

### Kurzgeschichten
- Warst Du auch schön brav? E-Book. Amazon Media EU S.à r.l. 2015.